# Hemerocoetes pauciradiatus
Hemerocoetes pauciradiatus är en fiskart som beskrevs av Regan, 1914. Hemerocoetes pauciradiatus ingår i släktet Hemerocoetes och familjen Percophidae. Inga underarter finns listade i Catalogue of Life.